# Schizopera akatovae
Schizopera akatovae är en kräftdjursart som beskrevs av Borutsky 1960. Schizopera akatovae ingår i släktet Schizopera och familjen Diosaccidae. Inga underarter finns listade i Catalogue of Life.